# Aleksiej Miller
Aleksiej Borisowicz Miller (ros. Алексей Борисович Миллер; ur. 31 stycznia 1962 w Leningradzie) – rosyjski ekonomista, działacz państwowy, prezes zarządu Gazpromu.

## Życiorys
W 1984 ukończył studia w Leningradzkim Instytucie Finansowo-Ekonomicznym, a pięć lat później uzyskał w swej macierzystej uczelni stopień kandydata nauk ekonomicznych.
Po ukończeniu studiów podjął pracę jako inżynier-ekonomista w pracowni planowania ogólnego Leningradzkiego Instytutu Naukowo-Badawczego i Projektowego Budownictwa Mieszkaniowego „LenNIIprojekt” przy Komitecie Wykonawczym Leningradzkiej Rady Miejskiej. W 1990 został młodszym pracownikiem naukowym Leningradzkiego Instytutu Finansowo-Ekonomicznego oraz objął kierownictwo podwydziału Komitetu ds. Reformy Ekonomicznej w Leningradzkim Komitecie Wykonawczym.
W latach 1991–1996 pracował w Komitecie ds. Kontaktów Zagranicznych urzędu miejskiego Sankt Petersburga (przewodniczącym Komitetu był wówczas Władimir Putin), kierował wydziałem koniunktury rynku Zarządu Współpracy Gospodarczej z Zagranicą, pełnił funkcję naczelnika tegoż Zarządu, a następnie zastępcy przewodniczącego Komitetu ds. Kontaktów Zagranicznych.
Po 1996 był zatrudniony w spółce zarządzającej portem morskim w Petersburgu, gdzie pełnił funkcje dyrektora ds. rozwoju i inwestycji, a od 1999 do 2000 dyrektora generalnego. W 2000 otrzymał nominację na stanowisko zastępcy ministra energetyki.
Od 2001 pełni funkcję prezesa zarządu Gazpromu, zastąpił wówczas Rema Wiachiriewa. Od 2002 jest także zastępcą przewodniczącego rady dyrektorów Gazpromu.